# Lago Sai Van
O Lago Sai Van (chinês tradicional: 西灣湖, chinês simplificado: 西湾湖, pinyin: xīwānhú) é um dos dois lagos artificiais da Região Administrativa Especial de Macau, na República Popular da China. Localiza-se na ponta sul da Península de Macau.
Antigamente o lago era uma baía (Praia do Bom Parto), que foi fechada por um aterro. Sai Van significa "Baía Ocidental" em chinês.
O Lago Sai Van está separado com o Lago Nam Van pela Avenida Doutor Stanley Ho.